# Sky Express
Sky Express је грчка авио-компанија са седиштем на међународном аеродрому у Ираклиону. Основана је 2005. и обавља бројне летове, опслужујући 35 домаћих и осамнаест међународних дестинација током целе године.

## Историја
Авио-компанију су почетком 2005. основали Милтијадис Цагкаракис, бивши генерални директор и пилот Олимпик ерлајнса и Џорџ Маврантонакис, бивши главни оперативни директор и одговорни менаџер компаније Олимпик ерлајнс, као и саветник председника компаније. Операције су почеле у јулу 2005., укључујући редовне, чартер, теретне летове, авио-такси, хитне медицинске услуге, екскурзије и туристичке летове. Компанија Sky Express Aircargo је касније основана као заједничко предузеће са Finaval Group и посвећена је превозу терета између Европе и Далеког истока.
У октобру 2020. авио-компанија је наручила четири авиона Ербас А320нео. Поред тога, компанија је представила нови дизајн за свој нови Ербасов авион.

### Контроверза око логотипа
Првобитни лого авио-компаније био је инспирисан заставом Критске државе, полунезависне државе под Османским царством. Застава критске државе састојала се од белог крста који се протезао до ивица заставе, са горњим кантоном црвене боје, са белом звездом која симболизује османски суверенитет на острву, и осталим квадратима плаве боје, који симболизују Грке Крита. Застава је такође усвојена као симбол критског псеудо-покрета за независност. Лого није био добро прихваћен, и након жалби јавности у Грчкој, посебно Крићана, лого је промењен. Компанија је саопштила да не сматра заставу увредљивом, јер представља прекретницу у уједињењу Крита са Краљевином Грчком, али је ипак променила лого како би избегла даљу забуну

## Дестинације
Од новембра 2024. Sky Express flies (or has flown) to the following destinations:
| Country or territory | City           | Airport                                  | Refs   |
| -------------------- | -------------- | ---------------------------------------- | ------ |
| Albania              | Tirana         | Tirana International Airport Nënë Tereza | [ 12 ] |
| Armenia              | Yerevan        | Zvartnots International Airport          | [ 12 ] |
| Austria              | Vienna         | Vienna International Airport             | [ 12 ] |
| Belgium              | Brussels       | Brussels Airport                         |        |
| Bulgaria             | Sofia          | Vasil Levski Sofia Airport               |        |
| Cyprus               | Larnaca        | Larnaca Airport                          |        |
| Czech Republic       | Prague         | Václav Havel Airport Prague              | [ 12 ] |
| France               | Lille          | Lille Airport                            |        |
| France               | Lyon           | Lyon–Saint-Exupéry Airport               |        |
| France               | Marseille      | Marseille Provence Airport               |        |
| France               | Nantes         | Nantes Atlantique Airport                |        |
| France               | Paris          | Charles de Gaulle Airport                |        |
| Georgia              | Tbilisi        | Tbilisi International Airport            | [ 12 ] |
| Germany              | Düsseldorf     | Düsseldorf Airport                       |        |
| Germany              | Frankfurt      | Frankfurt Airport                        |        |
| Germany              | Munich         | Munich Airport                           |        |
| Greece               | Alexandroupoli | Alexandroupoli Airport                   |        |
| Greece               | Astypalaia     | Astypalaia Island National Airport       |        |
| Greece               | Athens         | Athens International Airport             |        |
| Greece               | Chania         | Chania International Airport             |        |
| Greece               | Chios          | Chios Island National Airport            |        |
| Greece               | Corfu          | Corfu International Airport              |        |
| Greece               | Heraklion      | Heraklion International Airport          |        |
| Greece               | Ikaria         | Ikaria Island National Airport           |        |
| Greece               | Kalymnos       | Kalymnos Island National Airport         |        |
| Greece               | Karpathos      | Karpathos Island National Airport        |        |
| Greece               | Kasos          | Kasos Island Public Airport              |        |
| Greece               | Kastoria       | Kastoria National Airport                |        |
| Greece               | Kefalonia      | Kefalonia Airport                        |        |
| Greece               | Kos            | Kos International Airport                |        |
| Greece               | Kozani         | Kozani National Airport                  |        |
| Greece               | Kythera        | Kithira Island National Airport          |        |
| Greece               | Lemnos         | Lemnos International Airport             |        |
| Greece               | Leros          | Leros Municipal Airport                  |        |
| Greece               | Milos          | Milos Island National Airport            |        |
| Greece               | Mykonos        | Mykonos Airport                          |        |
| Greece               | Mytilene       | Mytilene International Airport           |        |
| Greece               | Naxos          | Naxos Island National Airport            |        |
| Greece               | Paros          | Paros National Airport                   |        |
| Greece               | Preveza        | Aktion National Airport                  |        |
| Greece               | Rhodes         | Rhodes International Airport             |        |
| Greece               | Samos          | Samos International Airport              |        |
| Greece               | Santorini      | Santorini International Airport          |        |
| Greece               | Sitia          | Sitia Airport                            |        |
| Greece               | Skiathos       | Skiathos Airport                         |        |
| Greece               | Skyros         | Skyros Island National Airport           |        |
| Greece               | Syros          | Syros Island National Airport            |        |
| Greece               | Thessaloniki   | Thessaloniki Airport                     |        |
| Greece               | Volos          | Nea Anchialos National Airport           |        |
| Greece               | Zakynthos      | Zakynthos International Airport          |        |
| Italy                | Milan          | Milan Malpensa Airport                   |        |
| Italy                | Rome           | Rome Fiumicino Airport                   |        |
| The Netherlands      | Amsterdam      | Amsterdam Schiphol Airport               | [ 13 ] |
| Poland               | Warsaw         | Warsaw Chopin Airport                    |        |
| Turkey               | Istanbul       | Istanbul Airport                         | [ 12 ] |
| United Kingdom       | London         | Gatwick Airport                          |        |

### Интерлајн споразуми
Sky Express има интерлајн сарадње са следећим авио-компанијама:
- Air France[14]
- Air Serbia[15]
- Air Transat[16]
- American Airlines[17]
- British Airways[18]
- Condor[тражи се извор]
- Cyprus Airways[тражи се извор]
- Delta Air Lines[19]
- El Al[20]
- EasyJet[21]
- Emirates[22]
- Etihad Airways[18]
- KLM[14]
- Middle East Airlines[23]
- Qatar Airways[24]
- Royal Jordanian[25]
- Transavia[26]
- Turkish Airlines[тражи се извор]

## Флота

### Тренутна флота
Ажурирано: април 2024., Sky Express operates the following aircraft:
| Авион          | У служби | Поруџбине | Путници         | Белешке              |
| -------------- | -------- | --------- | --------------- | -------------------- |
| Ербас А320-200 | 1        | —         | 180             |                      |
| Ербас А320нео  | 10       | 2         | 186 / 180 / 174 | [ 28 ] [ 29 ] [ 30 ] |
| Ербас А321нео  | 2        | —         | 236             | [ 31 ]               |
| АТР 42-500     | 4        | —         | 48              |                      |
| АТР 72-600     | 10       | —         | 72              | [ 31 ]               |
| Укупно         | 27       | 2         |                 |                      |

### Историјска флота
У прошлости, Sky Express је такође управљао следећим типовима:
- АТР 42-300[тражи се извор]
- АТР 72-500[тражи се извор]
- БАе Џетстрим 41[тражи се извор]
- Боинг 747-200 [32]
- Макдонел Даглас MD-83[тражи се извор]

## Инциденти
- 12. фебруара 2009. авион SX-SKY, регистрован као BAe Jetstream 31, доживео је колапс главног десног точка након слетања са међународног аеродрома Родос.[33] Нико од 15 путника нити три члана посаде није повређен, али је авион претрпео значајну штету на десном стајном трапу, крилу и пропелеру. Авион је процењен као неекономичан за поправку и отписан је. Несрећу су изазвала два претходна тврда слетања (од претходних 27) која нису била пријављена. Једно од тврдих слетања изазвало је пуцање цилиндра стајног трапа, које се ширило све док цилиндар није отказао, што је довело до колапса стајног трапа. Авион је отписан на аеродрому у Ираклиону крајем фебруара 2011.
- 2. фебруара 2015. авион BAe Jetstream 41, регистрован под ознаком SX-DIA, који је обављао лет GQ-100 из Ираклиона, доживео је колапс левог главног стајног трапа и исклизнуо са писте након тврдог слетања на аеродром Родос Дијагорас изазваног јаким ветром. Нико од 16 путника нити три члана посаде није повређен. Авион је претрпео значајну штету.[34]
- 21. јуна 2019. лет у 15 часова из Ираклиона за аеродром Родос Дијагорас извршио је принудно слетање на аеродром Карпатос након што је један од мотора експлодирао. Нико од 47 путника није повређен.[35][36]